# Вікторівка (Покровський район)
Ві́кторівка — село Добропільської міської громади Покровського району Донецької області, Україна. Відстань до міста Добропілля становить близько 17 км і проходить автошляхом Т 0515.

## Історія.

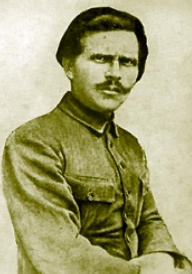
Махно Нестор Іванович

Перші спогади про село Вікторівку є в акті межувань 1851 року -  "... деревня Викторивка вновь поселенная на землях деревни Веровки владения поручика Луки Алексеевича Шахова - 597 десятин удобной земли, всего 600 десятин".
Спогади про село Вікторівку (Кринички) є в списках населених місць Катеринославської губернії Бахмутського повіту в 1859 році. Село панське, будувалося на великому чумацькому шляху до Харківської губернії. Село розпочали будувати при криницях, тому була друга назва поселенню - Кринички. На той час в селі в 18 подвір'ях мешкало 119 осіб.
У 1904 році з Таврійської губернії приїхав пан-полковник Єм'ях Віктор Лукич. Він купив 550 десятин землі, яка зовсім була незаселена. В цьому ж році він поїхав у Таврійську губернію, щоб завербувати переселенців. Там він завербував 6 сімей, які разом з ним приїхали і поселились на закупленій землі. Сам пан-полковник поїхав назад у Таврійську губернію, а сім'ї залишились на цій землі в їх склад входили: Дейкун Мина Йосипович, Кизим Тимофій Іванович, Хилько Петро, Горбань Гнат Давидович, Носач Прокоп Юхимович, Булгак Олександр Григорович.
Земля була віддана їм в оренду по 6 крб. 50 коп. за десятину. Так було до 1909 року, але за ці роки пан не зміг сплатити борги за землю і в цьому році він продав 283 десятини переселенцям, які жили на цій землі. Решту землі поміщик поділив поміж своїми синами і доньками. Сам поміщик В.Л.Єм'ях виїхав у Полтавську губернію.
Докладніше: Бій під Вікторівкою
30 травня в районі Вікторівки відбувся бій червоногвардійців з махновцями. Під тиском сил противника було розбито червоногвардійський загін. Втрати 2 гармати, до 100 чоловік піхоти і загін навчальної школи.

## Жертви сталінських репресій.
- Дудушко Наум Іванович, 1890 року народження, село Вікторівка Добропільського району Донецької області, українець, малограмотний, безпартійний. Проживав в селі Вікторівка Добропільського району Сталінської (Донецької) області. Коваль колгоспу імені Красіна. Заарештований 03 грудня 1943 року. Реабілітований.
- Крайня Ольга Іванівна, 1912 року народження, село Вікторівка Добропільського району Донецької області, українка, даних про освіту немає, безпартійна. Проживала в селі Вікторівка Добропільського району Сталінської (Донецької) області. Колгоспниця колгоспу імені Красіна. Заарештована 09 березня 1946 року. Особливою нарадою при МДБ СРСР засуджена на 5 років заслання у Північно-Казахстанську область. Реабілітована у 1995 році.